# Lekkoatletyka na Letniej Uniwersjadzie 1970
Lekkoatletyka na Letniej Uniwersjadzie 1970 – zawody lekkoatletyczne podczas szóstej letniej uniwersjady w Turynie zostały rozegrane w dniach 2–6 września. Areną zmagań lekkoatletycznych był stadion miejski. W zawodach wzięło udział 581 sportowców (w tym 159 kobiet) z 53 krajów. W gronie tym znalazło się 17 reprezentantów Polski (w tym 6 kobiet). Podczas zawodów pobito 2 rekordy świata, 2 rekordy Europy, 48 rekordów uniwersjady oraz aż 98 rekordów krajowych. Polakom udało zdobyć się 4 medale i ustanowić trzy rekordy uniwersjady.

## Rezultaty

### Mężczyźni
| Konkurencja:                           | Złoto                                                                         | Wynik        | Srebro                                                                           | Wynik    | Brąz                                                                                  | Wynik    |
| Bieg na 100 m                          | Siegfried Schenke                                                             | 10,5         | Jim Green                                                                        | 10,5     | Jean-Louis Ravelomanantsoa                                                            | 10,5     |
| Bieg na 200 m                          | Martin Reynolds                                                               | 21,0         | Siegfried Schenke                                                                | 21,0     | Jim Green                                                                             | 21,1     |
| Bieg na 400 m                          | Tom Ulan                                                                      | 45,9 NUR     | Martin Jellinghaus                                                               | 46,2     | Jacques Carette                                                                       | 46,3     |
| Bieg na 800 m                          | Franz-Josef Kemper                                                            | 1:49,1       | Martin Wimbolt-Lewis                                                             | 1:49,2   | Donaldo Arza                                                                          | 1:49,5   |
| Bieg na 1500 m                         | Francesco Arese                                                               | 3:52,7       | John Kirkbride                                                                   | 3:52,9   | Gianni Del Buono                                                                      | 3:53,0   |
| Bieg na 5000 m                         | Nikołaj Pukłakow                                                              | 13:56,4      | Jens Wollenberg                                                                  | 14:00,8  | Giuseppe Cindolo                                                                      | 14:01,4  |
| Bieg na 10 000 m                       | Raszyd Szarafietdinow                                                         | 29:02,2      | Jack Lane                                                                        | 29:08,8  | Mike Tagg                                                                             | 29:22,2  |
| Bieg na 110 m przez płotki             | David Hemery                                                                  | 13,8         | Günther Nickel                                                                   | 13,8     | Sergio Liani                                                                          | 13,9     |
| Bieg na 400 m przez płotki (Szczegóły) | Larry James                                                                   | 50,2         | Werner Reibert                                                                   | 50,4     | Dmitrij Stukałow                                                                      | 50,7     |
| Bieg na 3000 m z przeszkodami          | Michaił Żelew                                                                 | 8:32,6 NUR   | Andrew Holden                                                                    | 8:36,6   | Takaharu Koyama                                                                       | 8:38,0   |
| Sztafeta 4 × 100 m (Szczegóły)         | Polska · Stanisław Wagner · Jan Werner · Gerard Gramse · Zenon Nowosz         | 39,2 NUR     | Kuba · Barbaro Bandomo · Juan Morales · Pablo Montes · José Triana               | 39,2 NUR | ZSRR · Aleksandr Kornieluk · Władisław Sapieja · Boris Izmiestiew · Walentin Masłakow | 39,4     |
| Sztafeta 4 × 400 m (Szczegóły)         | Stany Zjednoczone · Tom Ulan · Roger Colgrazier · Tommie Turner · Larry James | 3:03,3 NUR   | ZSRR · Jewgienij Borisienko · Jurij Zorin · Borys Sawczuk · Aleksandr Bratczikow | 3:04,2   | Francja · Patrice Viel · Christian Nicolau · Gilles Bertould · Jacques Carette        | 3:05,3   |
| Skok wzwyż                             | Walentin Gawriłow                                                             | 2,18         | Erminio Azzaro                                                                   | 2,15     | Șerban Ioan                                                                           | 2,15     |
| Skok o tyczce (Szczegóły)              | Wolfgang Nordwig                                                              | 5,46 WR, NUR | Christos Papanikolau                                                             | 5,42     | François Tracanelli                                                                   | 5,30     |
| Skok w dal                             | Alan Lerwill                                                                  | 7,91         | Arnie Robinson                                                                   | 7,78     | Geoff Hignett                                                                         | 7,76     |
| Trójskok                               | Wiktor Saniejew                                                               | 17,22 NUR    | Nikołaj Dudkin                                                                   | 17,00    | Jörg Drehmel                                                                          | 16,93    |
| Pchnięcie kulą                         | Hartmut Briesenick                                                            | 19,97        | Walerij Wojkin                                                                   | 19,30    | Uwe Grabe                                                                             | 19,06    |
| Rzut dyskiem                           | János Murányi                                                                 | 60,16 NUR    | Hein-Direck Neu                                                                  | 58,62    | Silvano Simeon                                                                        | 58,22    |
| Rzut młotem (Szczegóły)                | Jochen Sachse                                                                 | 72,34 NUR    | Wasilij Chmielewski                                                              | 68,54    | Władimir Ambrozjew                                                                    | 66,80    |
| Rzut oszczepem                         | Miklós Németh                                                                 | 81,94 NUR    | József Csík                                                                      | 80,32    | Zygmunt Jałoszyński                                                                   | 79,84    |
| Dziesięciobój                          | Mykoła Awiłow                                                                 | 7803 pkt     | Lennart Hedmark                                                                  | 7783 pkt | Władimir Szczerbatych                                                                 | 7551 pkt |

### Kobiety
| Konkurencja:               | Złoto                                                                                 | Wynik        | Srebro                                                          | Wynik    | Brąz                                                                         | Wynik    |
| Bieg na 100 m              | Renate Meissner                                                                       | 11,5         | Wilma van den Berg                                              | 11,5     | Györgyi Balogh                                                               | 11,7     |
| Bieg na 200 m              | Renate Meissner                                                                       | 22,7 NUR     | Györgyi Balogh                                                  | 23,2     | Wilma van den Berg                                                           | 23,5     |
| Bieg na 400 m              | Maria Sykora                                                                          | 52,8 NUR     | Carmen Trustée                                                  | 53,5     | Aurelia Pentón                                                               | 53,8     |
| Bieg na 800 m              | Gunhild Hoffmeister                                                                   | 2,01:8 NUR   | Maria Sykora                                                    | 2:01,9   | Karin Burneleit                                                              | 2:02,2   |
| Bieg na 100 m przez płotki | Teresa Sukniewicz                                                                     | 13,0 NUR     | Bärbel Podeswa                                                  | 13,4     | Valeria Bufanu                                                               | 13,5     |
| Sztafeta 4 × 100 m         | ZSRR · Ludmiła Żarkowa · Marina Nikiforowa · Ludmiła Gołomazowa · Tatjana Kondraszowa | 44,7         | Węgry · Éva Pusztai · Judit Szabó · Györgyi Balogh · Klára Woth | 45,1     | RFN · Heidi Schuller · Kirsten Roggenkamp · Hannelore Groh · Heide Rosendahl | 45,4     |
| Skok wzwyż                 | Snežana Hrepevnik                                                                     | 1,86 NUR     | Cornelia Popescu                                                | 1,83     | Ilona Gusenbauer                                                             | 1,83     |
| Skok w dal                 | Heide Rosendahl                                                                       | 6,84 WR, NUR | Elena Vintilă                                                   | 6,35     | Hiroko Yamashita                                                             | 6,17     |
| Pchnięcie kulą             | Nadieżda Cziżowa                                                                      | 19,51 NUR    | Hannelore Friedel                                               | 17,84    | Ingeburg Friedrich                                                           | 17,03    |
| Rzut dyskiem               | Karin Illgen                                                                          | 62,04 NUR    | Brigitte Berendonk                                              | 56,78    | Liesel Westermann                                                            | 56,46    |
| Rzut oszczepem (Szczegóły) | Daniela Jaworska                                                                      | 56,16        | Magda Vidos                                                     | 50,60    | Walentina Ewert                                                              | 50,00    |
| Pięciobój                  | Tatjana Kondraszowa                                                                   | 4884 pkt     | Nediałka Angełowa                                               | 4859 pkt | Mieke Sterk                                                                  | 4828 pkt |

## Występy reprezentantów Polski

### Mężczyźni
- Bieg na 100 m
  - Zenon Nowosz z czasem 10,6 zajął 4. miejsce
  - Stanisław Wagner z czasem 10,9 odpadł w eliminacjach (biegł w II biegu)
- Bieg na 200 m
  - Jan Werner z czasem 21,2 zajął 4. miejsce
- Bieg na 3000 m z przeszkodami
  - Ryszard Krzysztofik z czasem 8:59,6 zajął 8. miejsce
- Sztafeta 4 × 100 m
  - Drużyna w składzie Stanisław Wagner, Jan Werner, Gerard Gramse i Zenon Nowosz  zdobyli złoty medal i czasem 39,2 ustanowili nowy rekord Uniwersjady[2]
- Skok wzwyż
  - Ryszard Pawelec z wynikiem 2,09 zajął 11. miejsce
- Skok w dal
  - Stanisław Cabaj z wynikiem 7,33 zajął 15. miejsce
- Skok o tyczce
  - Zygmunt Dobrosz z wynikiem 4,80 zajął 8. miejsce
- Rzut oszczepem
  - Zygmunt Jałoszyński  zdobył brązowy medal z wynikiem 79,84
- Dziesięciobój
  - Michał Skowronek z wynikiem 6989 zajął 11. miejsce

### Kobiety
- Bieg na 100 m
  - Irena Szewińska z czasem 12,3 odpadła w eliminacjach
- Bieg na 200 m
  - Danuta Straszyńska z czasem 24,3 zajęła 8. miejsce
- Bieg na 400 m
  - Hanna Kowal z czasem 54,4 zajęła 4. miejsce
- Bieg na 100 m przez płotki
  - Teresa Sukniewicz  zdobyła złoty medal z wynikiem 13,0 ustanawiając nowy rekord Uniwersjady[3]
  - Danuta  Straszyńska z czasem 13,6 zajęła 4. miejsce
- Sztafeta 4 × 100 m
  - Drużyna w składzie Danuta Straszyńska, Hanna Kowal, Teresa Sukniewicz i Wasiliak z czasem 46,4 zajęła 7. miejsce
- Rzut oszczepem
  - Daniela Jaworska  zdobyła złoty medal z wynikiem 56,16

## Klasyfikacja medalowa
| Klasyfikacja medalowa | Klasyfikacja medalowa | Klasyfikacja medalowa | Klasyfikacja medalowa | Klasyfikacja medalowa | Klasyfikacja medalowa |
| --------------------- | --------------------- | --------------------- | --------------------- | --------------------- | --------------------- |
| Miejsce               | Kraj                  | Złoto                 | Srebro                | Brąz                  | Razem                 |
| 1                     | ZSRR                  | 8                     | 4                     | 5                     | 17                    |
| 2                     | NRD                   | 8                     | 3                     | 4                     | 15                    |
| 3                     | Wielka Brytania       | 3                     | 4                     | 2                     | 9                     |
| 4                     | Stany Zjednoczone     | 3                     | 2                     | 1                     | 6                     |
| 5                     | Polska                | 3                     | 0                     | 1                     | 4                     |
| 6                     | RFN                   | 2                     | 6                     | 2                     | 10                    |
| 7                     | Węgry                 | 2                     | 4                     | 1                     | 7                     |
| 8                     | Włochy                | 1                     | 1                     | 4                     | 6                     |
| 9                     | Austria               | 1                     | 1                     | 1                     | 3                     |
| 10                    | Bułgaria              | 1                     | 1                     | 0                     | 2                     |
| 10                    | Jugosławia            | 1                     | 0                     | 0                     | 1                     |
| 10                    | Rumunia               | 0                     | 2                     | 2                     | 4                     |
| 13                    | Kuba                  | 0                     | 2                     | 1                     | 3                     |
| 14                    | Holandia              | 0                     | 1                     | 2                     | 3                     |
| 15                    | Grecja                | 0                     | 1                     | 0                     | 1                     |
| 16                    | Szwecja               | 0                     | 1                     | 0                     | 1                     |
| 16                    | Francja               | 0                     | 0                     | 3                     | 3                     |
| 16                    | Japonia               | 0                     | 0                     | 2                     | 2                     |
| 16                    | Madagaskar            | 0                     | 0                     | 1                     | 1                     |
| 16                    | Panama                | 0                     | 0                     | 1                     | 1                     |
|                       | Suma                  | 33                    | 33                    | 33                    | 99                    |